# آنتونیو کولوم
آنتونیو کولوم (اسپانیایی: Antonio Colom‎؛ زادهٔ ۱۱ مهٔ ۱۹۷۸) دوچرخه‌سوار اهل اسپانیا است.
از باشگاه‌هایی که در آن رکاب زده‌است می‌توان به تیم کاتیوشا–آلپتسین، تیم آستانه، و تیم موویستار اشاره کرد.